# Убийца (фильм, 2015, Тайвань)
«Убийца» (кит. трад. 刺客聶隱娘, палл. Цы кэ Не Инь Нян, буквально: «Убийца Не Иньнян») — тайваньский фильм с боевыми искусствами, снятый Хоу Сяосянем. Мировая премьера ленты состоялась 21 мая 2015 года в главном конкурсе Каннского кинофестиваля, где она получила Приз за лучшую режиссуру. Фильм был выдвинут Тайванем на премию «Оскар» в 2016 году в номинации «Лучший фильм на иностранном языке».

## Сюжет
Действие фильма происходит в Китае девятого века, в последние годы правления династии Тан. В центре фильма — Не Иньнян, убийца, которого направляет убивать коррумпированных правительственных чиновников её учитель Цзясинь, монахиня, которая воспитывала её с десятилетнего возраста. Когда Иньнян проявляет милосердие, не убивая цель во время одного из заданий, Цзясинь наказывает её безжалостным заданием, предназначенным для проверки решимости Иньнян: её посылают в далёкую провинцию — округ Вэйбо на севере Китая,— чтобы убить её военного губернатора, её двоюродного брата Тянь Цзианя. В конце концов Иньнян приходит к выводу, что убийство Тяня, пока его сыновья молоды, погрузит Вэйбо в хаос, и вместо этого защищает его в путешествии, где она должна была убить его. Фильм заканчивается тем, что Иньнян оставляет позади строгости Цзясинь и высокую политику Вэйбо, вместо этого присоединяясь к молодому полировщику зеркал в путешествии в качестве его опекуна.

## В ролях
| Актёр           | Роль                              |
| --------------- | --------------------------------- |
| Шу Ци           | Не Иньнян                         |
| Чан Чэнь        | Тянь Цзиань                       |
| Чжоу Юнь        | жена Тянь Цзианя                  |
| Сатоси Цумабуки | полировщик зеркала                |
| Ни Дахун        | Не Фэн отец Иньнян                |
| Юн Мэй          | Не Тянь мать Иньнян               |
| Жен Ю Ли        | Тянь Син                          |
| Никки Се        | Хуцзи наложница Тянь Цзианя       |
| Этан Жуань      | Ся Цзин телохранитель Тянь Цзианя |
| Сюй Фанъи       | Цзячэн                            |
| Жак Пику        | Кун Кун                           |

## Восприятие
На сайте Rotten Tomatoes фильм имеет рейтинг 80 % основанный на 102 отзывах, со средней оценкой 7.5/10. На Metacritic средневзвешенная оценка составляет 81 из 100 на основе 29 рецензий. Журнал Sight & Sound назвал «Убийцу» лучшим фильмом 2015 года по результатам опроса 168 критиков со всего мира. The Online Film Critics Society назвало фильм лучшим фильмом 2015 года на иностранном языке. В 2016 году он занял 50-е место в рейтинге лучших фильмов XXI века по версии BBC. Кинокритик Variety Джастин Чанг высоко оценил фильм, напмсав: «Глубина его формального мастерства помещает „Убийцу“ в более разреженную сферу. Хоу неявно понимает выразительную силу неподвижности и сдержанности, способы, с помощью которых тишина может нагнетать напряжение и усиливать интерес. Прежде всего, он никогда не теряет из виду тот факт, что тела, которые он так плавно и интуитивно перемещает в пространстве, являются людьми и остаются таковыми даже после смерти. … Хоу Сяосянь доказывает, что он не просто создатель этого убийцы, но и безошибочно родственный ему дух».